# Mosaz

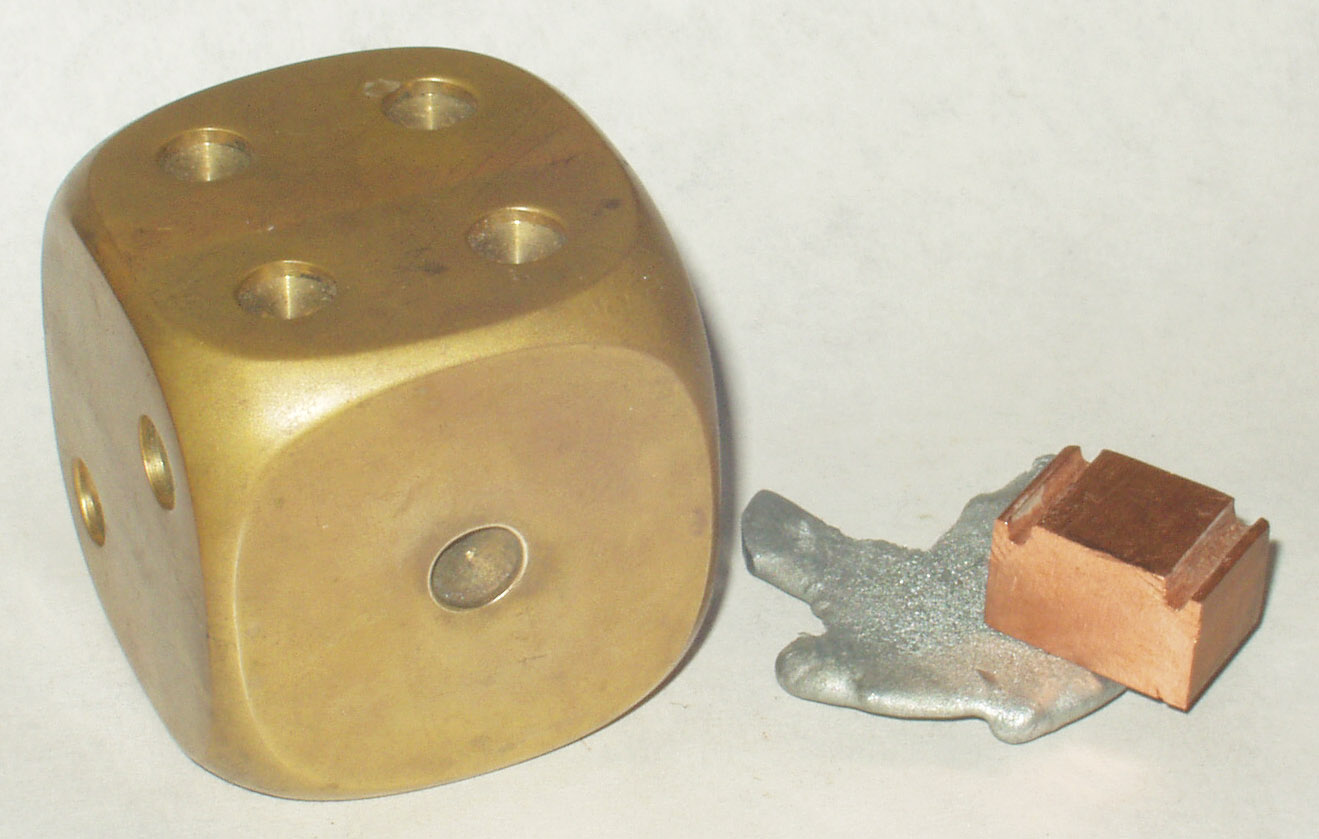
Mosazná kostka, zinkový slitek a kousek mědi

Mosaz je slitina mědi a zinku. Zvláštním druhem mosazi je tombak používaný k výrobě plášťů střel.
Mosaz se používá již od starověku (1000 př. n. l.), tehdy ale jen ve velmi omezeném množství, protože ji bylo těžké vyrobit. Vyráběla se žíháním mědi s oxidem zinečnatým na dřevěném uhlí. Zinek se vyredukoval jako pára a rozpouštěl se v mědi. Mosaz byla velmi drahá, používala se na výrobu mincí a šperků. Společným tavením zinku a mědi se ji podařilo vyrobit až roku 1781. Díky svým chemickým a fyzikálním vlastnostem se i dnes používá v mnoha průmyslových odvětvích. Hustota mosazi je 8400 až 8700 kg·m−3. Teplota tání je 850–920 °C.

## Historie
„Nalezené předměty z doby bronzové obsahují zinek jen kvůli náhodnému obsahu z rud. V Egyptě se nálezy mosazných předmětů datují až do roku 30 let př. n. l.“ Není sice vyloučeno, že lidstvo mosaz znalo již 1 000 let př. n. l., avšak žádné důvěryhodné prameny tuto informaci nepotvrzují. Z Egypta se následně rozšířila do celého římského impéria. V té době se využívala především k ražbě mincí.
Výroba mosazi byla zpočátku velmi nekvalitní, protože je oproti bronzu mnohem náročnější a vyžaduje pokročilé znalosti zpracování tohoto kovu. Problémem výroby mosazi je teplota odpařování zinku při 906 °C ještě před teplotou tání mědi. Zinková ruda uhličitan zinečnatý (ZnCO3), neboli kalamín, se nechával s mědí redukovat pod dřevěným uhlím za teplot kolem 1000 °C, což je tzv. cementace jinak zvaná jako kalamínový proces. Cementace se provádí tak, že se rozdrcený kalamín v tavném tyglíku překryje kousky mědi, která při zahřátí na ca 1000 °C absorbuje vypařující se zinek, avšak většina se ho odpaří pryč. Způsob provedení se pak odrážel v obsahu zinku, přičemž při každém opětovném přetavení slitiny zinku ubývá. Právě obsah zinku je v některých případech používán k přibližné dataci mosazných výrobků. Proces cementace poprvé od antických dob popisuje kolem roku 1100 Theofil Presbyter, který je spojován s Rogerem z Helmarshausenu pocházejícím snad z oblasti Mázy. Produkce mosazi se objevuje a rozvíjí právě v povodí Mázy minimálně od 10. století v centrech jako Huy nebo Dinant, kde se díky dostupnosti materiálu také koncentruje. Mezi místní výrobky patřily svícny, akvamanile, domácí potřeby nebo jiné sakrální předměty, s kterými bylo obchodováno po Evropě. Tímto způsobem se mosaz vyráběla až do počátku 19. století, kdy se podařilo zachycovat a následně nechávat kondenzovat zinkové páry. To vedlo k možnosti průmyslové výroby mosazi.

## Rovnovážný diagram
α fáze
α fáze se substituční tuhý roztok zinku a mědi. Největší rozpustnost zinku nastává kolem 450 °C. Tato fáze má vysokou pevnost, houževnatost a vůbec je svými vlastnostmi velmi podobná čisté mědi. Z těchto vlastností vyplývá i její špatná obrobitelnost. Používá se především na tvářené výrobky, přičemž největší tvárnost získává při 32 % obsahu zinku.
α+β fáze
Největší pevnost fází α+β nastává při obsahu 45 % Zn. Přeměna β fáze na α fázi způsobuje pokles houževnatosti.
β fáze
Fáze β je prostorově středěný tuhý roztok zinku a mědi. Tato fáze samostatně existuje v rozsahu 36 % až 56 % Zn. Při teplotách 454 až 468 °C se mění na fázi β’, což je uspořádaný tuhý roztok, kde jsou atomy Cu v rozích a atomy Zn uprostřed elementární mřížky.
γ fáze
γ fáze je elektronová chemická sloučenina Cu5Zn8 s krychlovou krystalografickou mřížkou.
ε fáze
Fáze ε je elektronová chemická sloučenina CuZn3 se šesterečnou krystalografickou mřížkou.
η fáze
Tato fáze je tuhým roztokem s krystalickou stavbou podobná zinku.

## Výroba
K získávání mosazi je používáno 25 % veškeré produkce mědi. Největší technologickou potíží při výrobě je ztráta zinku vzniklá jeho odpařováním. Kvůli tomu se při výpočtu vsázky zinek leguje vždy na horní hranici normy. Výroba je neobyčejně citlivá na dodržování a nepřekračování tavicích teplot. Interval teploty tuhnutí mosazí je 950–880 °C. Teplota lití se vybírá přibližně do 50 až 100 °C nad likvidem, tedy do 1 050 °C. Teplota tavení nesmí překračovat teplotu lití o více než 50 °C, z toho důvodu se volí do 1 100 °C. Při kontrole jakosti se měří teplota a zjišťuje se výsledné chemické složení taveniny.

## Jednoduché mosazi
Jednoduché mosazi jsou slitiny obsahující pouze dva prvky: měď a zinek. Proto se jim také říká binární mosazi.

### Mosazi pro odlitky
Mosazi pro odlitky jsou heterogenní mosazi s materiálovými listy v ČSN 42 33XX. V praxi patří mezi málo používané, protože na odlévání se používají především zvláštní mosazi. Kromě ČSN se všechny mosazi mohou označovat i značkou Ms X, kde X je číslo značící procento obsahu mědi. Do mosazí pro odlitky řadíme ty, které mají obsah Cu 58–63 %. Vyznačují se především dobrou zabíhavostí a malým sklonem k odměšování. Při výrobě trpí jednak tím, že některé v roztaveném stavu pohlcují značná množství vzdušných plynů, a jednak velkým smrštěním při ochlazování (1,5 %), které vede tvorbě dutin a staženin. Za účelem zlepšení jejich kluzných vlastností a zejména obrobitelnosti se do nich leguje olovo v množství 1–3 %. Využití nacházejí pouze v méně namáhaných litých součástích čerpadel, armatur plynovodů a vodovodů, ve stavebních a nábytkových kováních, ozubených kolech, šnecích, ventilech a ložiskových pouzdrech.

### Mosazi pro tváření
Mosazi pro tváření jsou mosazi obsahující 5–42 % zinku. Ms 70 a Ms 67 jsou optimální pro zpracování zastudena. Ms 63, Ms 60 a Ms 58 naopak pro výrobu výkovků. Pokud do těchto mosazí přidáme 1 až 2 % olova, zvýšíme jejich obrobitelnost.

#### Hlubokotažné mosazi
Hlubokotažné mosazi mají obsah zinku okolo 30 %, jsou to tedy mosazi Ms 70 a Ms 68 (ČSN 42 3210-12). Trpí na vyšší obsah nečistot, jsou vhodné pro zpracování zastudena. Dodávají se jako nejrůznější tvárné polotovary, pro hluboký tah ve vyžíhaném stavu, pro ostatní účely v různých stupních tvrdosti. Využívají se například k výrobě lamelových chladičů do automobilů nebo lopatek parních turbín.

#### Mosazi pro tváření zastudena
Mosazi pro tváření zastudena mají obsah zinku na hranici rozpustnosti v mědi, tudíž ještě stále jde o mosazi α. Jde o nejlacinější (díky nejnižšímu možnému obsahu mědi). Podle norem se jedná o Ms 63 (ČSN 42 3213). Jsou to nejběžnější mosazi pro výrobu drobných kovových výrobků.

#### Mosazi pro tváření zatepla
Mosazi pro tváření zatepla jsou značeny Ms 60 (ČSN 42 3220), mají už tedy strukturu α+β´. Nejvhodnější využití mosazí pro tváření zatepla je ražení.

#### Automatové mosazi
Automatové mosazi, někdy také označované „šroubové mosazi“, což naznačuje jejich využití k výrobě šroubů a jiných soustružnických součástek. Obsahují přibližně 58 % mědi (Ms 58), ale často se legují olovem (Ms 58-Pb). Toto olovo v mosazi není rozpustné a mělo by být ve struktuře jemně rozptýleno. Přidává se v množství 1 až 3 %, což zlepšuje obrobitelnost této mosazi.

#### Tombaky
Tombaky jsou mosazi s obsahem mědi vyšším než 80 % (Ms 80, Ms 85, Ms 90, Ms 96). Díky vysokému obsahu mědi jsou měkké a tedy dobře tvárné zastudena. K následnému lisování, tlačení a ražení se dodávají zpravidla v podobě pásů a plechů. Využívány jsou i díky své velké odolnosti vůči korozi v atmosféře. Nalezneme je např. v elektrotechnice, přístrojích na měření tlaku, vlnovce (což je regulátor tlaku), membránách, sítech (např. papírenských), pájené bižuterii či chladičových a kapilárních rourkách. Také se používají jako pláště (povrchová vrstva) střel. A to pro již zmíněnou odolnost vůči korozi a měkkost proti opotřebení hlavně.

## Zvláštní (legované) mosazi
Legované mosazi kromě zinku a mědi obsahují i přísady jiných prvků jako jsou Fe (železo), Al (hliník), Mn (mangan), Ni (nikl), Sn (cín), Si (křemík) apod. Používají se především tam, kde jsou jednoduché mosazi kvůli svým mechanickým vlastnostem nedostatečné. Jedná se o mosazi pro tváření a odlitky. V případě, že mají tavicí teplotu vyšší než 500 °C, řadí se k tvrdým pájkám a používají se pro spojování kovových dílců.

### Cínové mosazi
Mosazi s 0,5 až 1,5 % příměsí cínu se vyznačují kvalitní korozní odolností proti účinkům slané mořské vody. Proto se z nich vyrábějí součásti lodních zařízení. Dále jsou proslulé velmi dobrými akustickými vlastnostmi, čehož se využívá při výrobě žesťových nástrojů.

### Niklové mosazi
Niklové mosazi jsou historicky jednou z nejstarších slitin mosazi. Obsahuje zhruba 60 % mědi a 14 až 18 % niklu. Nikl je ovšem drahý prvek, norma ČSN EN uvádí mosazi legované niklem jen do 6 % obsahu. Mají světlou až bílou barvu. Díky své pevnosti a odolnosti vůči korozi se z ní vyrábějí lékařské nástroje a pružiny, nebo i postříbřené jídelní příbory. Pokud se tyto slitiny vyžíhají, jsou zvláště vhodné pro hluboké tažení. Několik specifických složení má svůj název. Například slitina Cu 60 % + Zn 26 % + Ni 14 % se nazývá pakfong, alpaka, argentin nebo také new silver (nové stříbro). Z této slitiny se dříve vyráběly ozdobné nádoby, které svým vzhledem napodobovaly nádoby stříbrné. Cu 45 % + Ni 5 % + Mn se nazývá konstantan a využívá se hlavně jako odporový materiál do tenzometrů. Cu 56 % + Ni 30 % + Zn 13 % se nazývá nikelin.

### Hliníkové mosazi
Hliníkové mosazi zpravidla obsahují 3 až 3,5 % hliníku. Přítomnost hliníku v mosazi zjemňuje zrno a zvyšuje pevnost. Daní za to jsou však zhoršené slévárenské vlastnosti. Díky odolnosti vůči korozi se používají pro armatury, ventilová sedla, kondenzátorové trubky, ozubená kola a jiné nadměrně silně namáhané díly.

### Křemíkové mosazi
Kvůli tomu, že křemíkové legury zužují oblast fáze α, používají se zásadně tombaky. Obsah Si bývá jen málokdy vyšší než 5 %. Charakteristickými vlastnostmi křemíkových mosazí je dobrá tvárnost zastudena i zatepla a odolnost proti korozi. Jsou vhodné převážně k odlévání armatur a jiných součástí, které jsou v provozu při nezvýšených teplotách nuceny odolávat účinkům agresivních solných roztoků, mořské vody a solným alkáliím (kromě amoniaku). Pro lití ložisek a pouzder je zvláště vhodná mosaz Ms 80-Si 3-Pb 3. V neposlední řadě se používají i jako pájky na ocel.

### Manganové mosazi
I manganové mosazi mají dobré antikorozní a mechanické vlastnosti, díky kterým se z nich vyrábějí součásti zámořských lodí, především pak lodní šrouby. Zároveň se ale používají i k výrobě součástí zbraní, turbínových lopatek a armatur pro nejvyšší tlaky.

### Kov delta
„(56% Cu, 41% Zn, 1% Mn, 1% Fe, max. 2% Pb) je slitina kujná, dobře slévatelná a velmi pevná.“ „Používá se pro korozivzdorné součásti. Odolává i mořské vodě.“

### Kov Durana
„(65% Cu, 30% Zn, 1,5% Fe, 1,5% Al a zbytek Sn a Sb) je vhodná k tváření i slévání.“

### Rübelovy bronzy
„Jsou to nesprávně označené speciální mosazi, v nichž jsou jednotlivé prvky legovány v množství, které odpovídá poměru atomových vah (např. Cu2 Fe2 Ni Al apod.). Jsou velmi pevné a chemicky stálé.“

### Duo kov
„(57 až 60% Cu, 1 až 2% Mn, zbytek Zn) má poměrně dobrou pevnost a je tvárný za tepla.“

## Nežádoucí příměsi
Některých látek v mosazi se snažíme na rozdíl od výše zmíněných prvků co nejvíce omezit. Jejich přítomnost negativně ovlivňuje především mechanické vlastnosti.

### Bismut – Bi
Bismut spolu s mědí vytváří v mosazi nerozpustné eutektikum, jehož teplota tuhnutí je 270 °C. To škodí především tím, že se rozprostírá po hranicích zrn a z celé slitiny pak tuhne jako poslední a narušuje tím strukturu. Normy sice jeho obsah omezují na 0,002 %, ale mosaz znatelně negativně ovlivňuje už při 0,001 %.

### Olovo – Pb
Jeho přítomnost v duální mosazi se projevuje stejně jako u bismutu, protože jeho eutektikum tuhne při 327 °C a také se rozprostírá na hranicích zrn. Normami je povolený obsah 0,01 % někdy až 0,03 %. Zajímavé ovšem je, že toto platí jen u binárních mosazí. U komplexních je naopak žádoucí!

### Antimon – Sb
Ve slitině antimon působí svou nízkou rozpustností. Nad 0,1 % obsahu tvoří sloučeninu Cu2Sb, která se poté rozprostře na hranici zrn. Kvůli tomu normy povolují jen 0,005 %.

### Arsen – As
Při nízkém legování (kolem 0,02 až 0,06 %) sice potlačuje korozi, ale při vyšším obsahu (asi od 0,1 %) vytváří sloučeninu Cu3As, která je křehká.

### Fosfor – P
Nad 0,06% obsahu tvoří sloučeninu Cu3P, která znatelně snižuje plastičnost.

## Koroze
Mosaz obecně je vůči atmosférické korozi odolná. Tato odolnost je jen o něco nižší, než u čisté mědi, avšak s rostoucím obsahem zinku mírně klesá.

### Sezónní praskání
Dvoufázové mosazi jsou náchylné ke korozi při vnitřním pnutí. K tomu dochází především v korozním prostředí, jaké tvoří například čpavek. Tomuto druhu koroze se říká sezónní praskání (season cracking) a projevuje se tím, že mosaz bez jakéhokoliv zatížení začne samovolně praskat. A to třeba i během skladování. Proto je žádoucí snižovat vnitřní pnutí vyžíháním za teploty 250 – 350 °C. Tato koroze byla objevena a popsána Angličany v Indii a v období monzunů. Mosaz používaná v nábojnicích byla vystavena vysoké vlhkosti vzduchu a amoniakálním parám, vznikajícím z rozpadu organických zbytků, což způsobovalo rozpraskání a tedy znehodnocení munice a střeliva.

### Odzinkování mosazí
Jedná se o takzvanou selektivní korozi, tedy korozi, při níž dochází k odstranění jedné ze složek slitiny. U mosazí dochází k tomu, že z původního materiálu se začne vytrácet zinek a vznikne houbovitá struktura mědi. Tato houbovitá měď je velmi křehká a brzo dojde k proděravění stěny součástky. Buď lokálně, nebo v celé povrchové vrstvě.
„K odzinkování jsou náchylné všechny mosazi s obsahem Zn větším než 15 %. Mechanismus odzinkování spočívá v tom, že se Cu a Zn rozpustí a následně se Cu opět vyloučí. Umožňuje to chloridový mechanismus (v korozním prostředí musí tedy být přítomny chloridy).“
„K odzinkování mosazi dochází především v provzdušněných vodách s obsahem oxidu uhličitého, při malém, nebo žádném proudění. Slabě kyselé vody, s malým obsahem solí způsobují při běžné teplotě obvykle rovnoměrné odzinkování. Neutrální a slabě alkalické vody s vysokým obsahem solí, zvláště při zvýšené teplotě, vedou k lokálnímu odzinkování mosazí.“
Jako ochrana před odzinkováním se doporučuje používat mosazi s méně než 15 % zinku, snižovat oxidační schopnosti okolního prostředí, použít legované mosazi, nebo zrychlit proudění okolní vody.

## Čištění
U starožitností z mosazí je z estetického hlediska patina nežádoucí. Je obdivována hlavně ve vyleštěném stavu a k tomu při čištění musíme přihlížet. Ruční leštění je velmi pracné, a proto se radí používat lešticí kotouče. Nedoporučuje se hrubé mechanické čistění drátěnými kartáči. Mnohem šetrnější je chemická cesta například pomocí přípravku Sitol (dříve Sidol). Na závěr můžeme mosazný předmět potřít tenkou vrstvou silikonového oleje a opět rozleštit hadříkem, čímž vznikne ochranný film, který vydrží i několik let.